# Carmen Sevilla
María del Carmen García Galisteo dite Carmen Sevilla, née le 16 octobre 1930 ou 1931 à Séville et morte le 27 juin 2023 à Madrid, est une actrice, chanteuse, et danseuse espagnole.
Elle commence sa carrière en 1942 comme danseuse grâce à Estrellita Castro. Dans les années 1950, elle commence à s'imposer comme chanteuse grâce aux chansons qu'elle interprète dans ses films. Elle a sorti de nombreux albums, avec de nombreuses chansons composées par son mari de l'époque, Augusto Algueró, notamment des coplas, des boléros et des tangos, et les a interprétées sur scène et à la télévision.

## Biographie
Dès son plus jeune âge, Carmen Sevilla s'est familiarisée avec le monde artistique. Après la guerre civile espagnole, sa famille s'installe à Madrid où elle peut fréquenter le conservatoire. En raison de la grande influence artistique qui régnait dans sa maison, étant donné que son grand-père et son père étaient paroliers et écrivaient des chansons pour les films d'Imperio Argentina, Concha Piquer ou Estrellita Castro, elle se passionne pour le monde artistique.
Elle connait un immense succès populaire pour le rôle qu'elle a interprété aux côtés de Luis Mariano dans l'opérette filmée : La Belle de Cadix.
Sa beauté très typée, très méditerranéenne, l'a conduite à se produire dans des films exotiques, musicaux et parfois folkloriques. C'était aussi une grande danseuse gitane.
Dès ses débuts, en 1948, elle tourne aux côtés de Jorge Negrete dans une comédie musicale du réalisateur mexicain Fernando de Fuentes : Jalisco canta en Sevilla. En 1951, elle sera encore la vedette d'une opérette aux côtés de Luis Mariano : Andalousie réalisé par Robert Vernay.
Bien que sa filmographie ne soit pas négligeable, la critique lui a toujours reproché « des rôles indigents (…) des costumes clinquants et des robes froufroutantes qui mettent en valeur sa silhouette sans toutefois prouver son talent de comédienne » – sauf dans le drame rural de Juan Antonio Bardem, La Venganza (rôle de composition). Sa notoriété a cependant été immense dans son pays, et elle fut une actrice « à la mode » dans toute l'Europe des années 1950 où beaucoup de femmes s'efforçaient de copier son style « froufroutant ». En 1953, Carmen veut étendre sa notoriété sur le continent africain. Pour cela, elle fait, par l’intermédiaire de son agent, la connaissance de la famille Castelli avec qui elle noue une amitié qui prendra fin en 1962 avec l’indépendance de l’Algérie. Grâce à eux, elle se constituera une vraie réputation en Algérie.
Toujours en 1962, elle retrouve ses amies du métier Paquita Rico et Lola Flores dans le film musical El balcón de la luna de Luis Saslavsky.
En 2003, elle reçoit la médaille d'or du mérite des beaux-arts par le ministère de l'Éducation, de la Culture et des Sports.

## Filmographie

### Cinéma
- 1949 : La revoltosa : Mari Pepa
- 1949 : Filigrana : Rosario Guadaira
- 1949 : La guitarra de Gardel : Carmelilla
- 1950 : Cuentos de la Alhambra : Mariquilla
- 1951 : Andalousie de Robert Vernay : Dolorès
- 1951 : El sueño de Andalucia de Luis Lucia Mingarro : Dolorès
- 1951 : Le Désir et l'Amour : Lola
- 1952 : Violettes impériales : Violetta
- 1952 : Plume au vent : Héléna Châtelain
- 1953 : La Belle de Cadix : Maria-Luisa
- 1953 : Reportaje : Maria Eugenia Bazan
- 1954 : Un caballero andaluz : Esperanza
- 1955 : Le Moulin des amours (La picara molinera) : Lucia Villanueva
- 1956 : Don Juan : Serranilla
- 1957 : Spanish Affair : Seranilla
- 1957 : Le Fils de cheik (Gli amanti del deserto) : Amina
- 1958 : La Vengeance (La Venganza) : Andrea Diaz
- 1958 : Pan, amor y... Andalucia : Carmen
- 1961 : Le Roi des rois (King of kings) : Marie Madeleine
- 1962 : Buscando a Monica : Monica Duran
- 1962 : El balcon de la Luna : Charo
- 1964 : Crucero de verano : Patricia
- 1966 : Camino del Rocio :  Esperanza Aguilar
- 1969 : Un adulterio decente : Fernanda
- 1970 : El relicario : Virginia / Soledad
- 1971 : El apartamento de la tentacion : Julieta
- 1971 : El techo de cristal : Marta
- 1971 : Una senora llamada Andrès : Elisa
- 1971 : Embrujo de Amor : Sovira[5], avec Sandro de América
- 1972 : Antoine et Cléopâtre (Antony and Cleopatra) : Octavia
- 1972 : Hold-up at Sun Valley (El Mas fabuloso golpe del Far-West) : Marion
- 1973 : Nadie oyo gritar : Elisa
- 1973 : No es bueno que el hombre esté solo : Lina
- 1974 : Sex o no Sex : Angelica
- 1974 : La loba y la Paloma : Sandra
- 1975 : La cruz del diablo : Maria
- 1975 : Muerte de un quinqui : Marta
- 1976 : Beatriz : Carlota
- 1978 : Rostros : la femme

### Télévision
- 1986 : La viuda blanca (série télévisée) : Alejandra
- 1999 : Ada Madrina (série télévisée) : Ada